# Torrellafuda
Torrellafuda (auch Torre Llafuda, vollständiger Name Poblat Talaiòtic de Torrellafuda, „Talayotische Siedlung von Torrellafuda“) ist eine archäologische Fundstätte auf der spanischen Baleareninsel Menorca. Die Siedlung, die der eisenzeitlichen Talayot-Kultur zugeordnet wird, befindet sich in der Gemeinde Ciutadella im Westen der Insel.

## Lage
Torrellafuda liegt sieben Kilometer östlich von Ciutadella und 500 m südlich der Inselstraße ME-1, von der aus das Gelände über die Son Camps erreicht werden kann. Besuchern steht ein Parkplatz zur Verfügung. Das Gelände der ehemaligen talayotischen Siedlung ist frei zugänglich. Schautafeln der Xarxa Menorca Monumental geben dem Besucher Informationen zur Fundstätte.

## Geschichte
Die Anfänge der Siedlung liegen in der frühen Eisenzeit zwischen 1000 und 700 v. Chr. In den 1960er Jahren wurde sie von María Petrus teilweise ausgegraben. Die Ergebnisse der Grabungen ließen den Schluss zu, dass Torrellafuda zuletzt im 1. Jahrhundert n. Chr. bewohnt war. Fèlix Retamero und Miquel Barceló i Perelló (1939–2013) von der Autonomen Universität Barcelona fanden im Jahr 2002 aber auch Artefakte aus der islamischen Zeit vom 10. bis 13. Jahrhundert.
Torrellafuda ist seit 1966 als archäologisches Monument (Monument arqueològic) geschützt. Seine heutige Registriernummer beim spanischen Kulturministerium ist ARI-55-0000822.
Es gehört zu den 24 archäologischen Stätten, die seit 2023 als „Talayotisches Menorca“ zum Weltkulturerbe zählen.

## Bauwerke

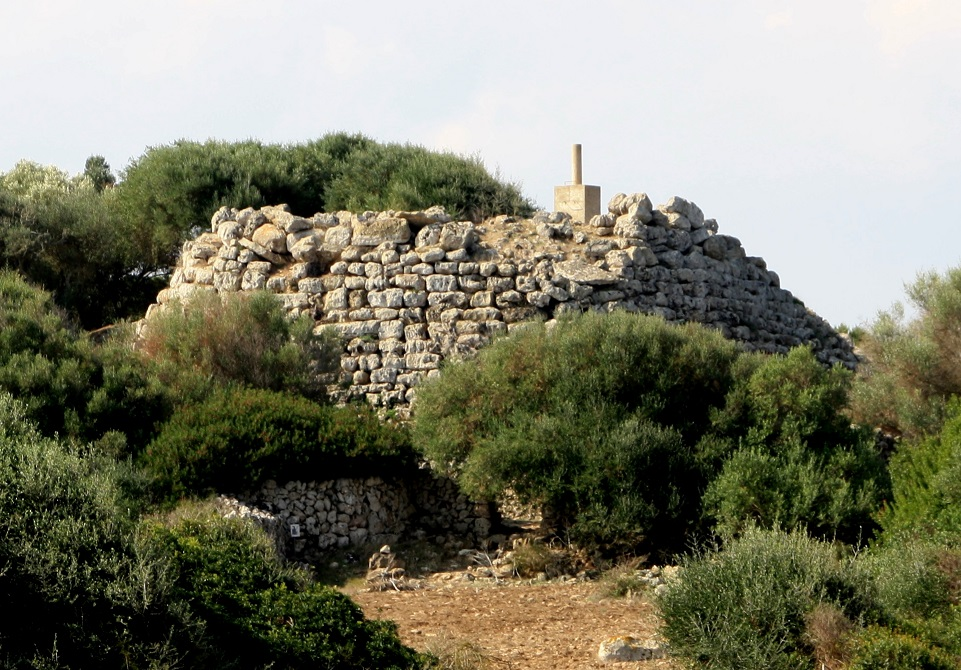
Der große Talayot (2011). Der Vermessungspfeiler wurde inzwischen entfernt.
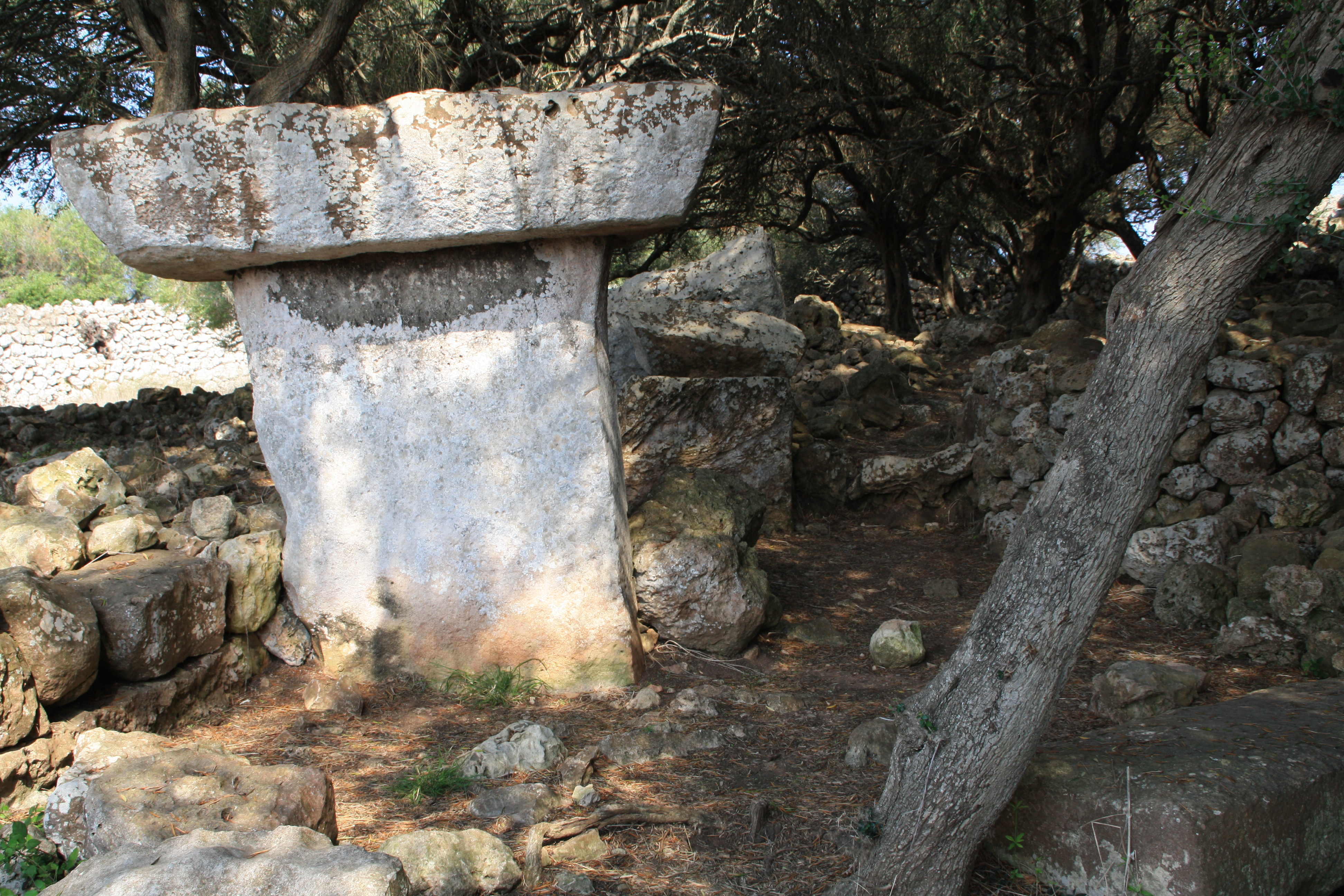
Pfeiler mit Kapitell im Taula-Heiligtum
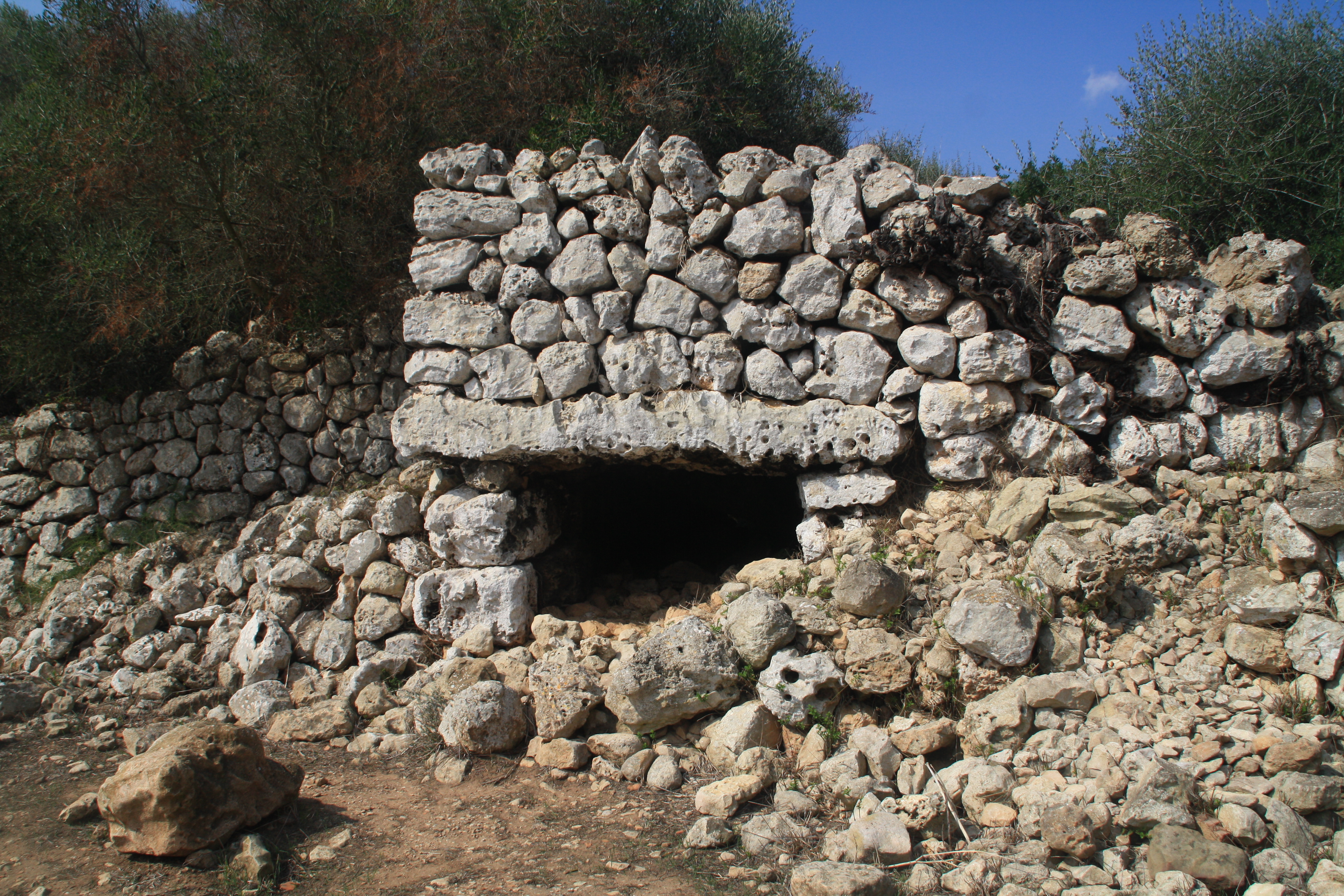
Tor der Schutzmauer
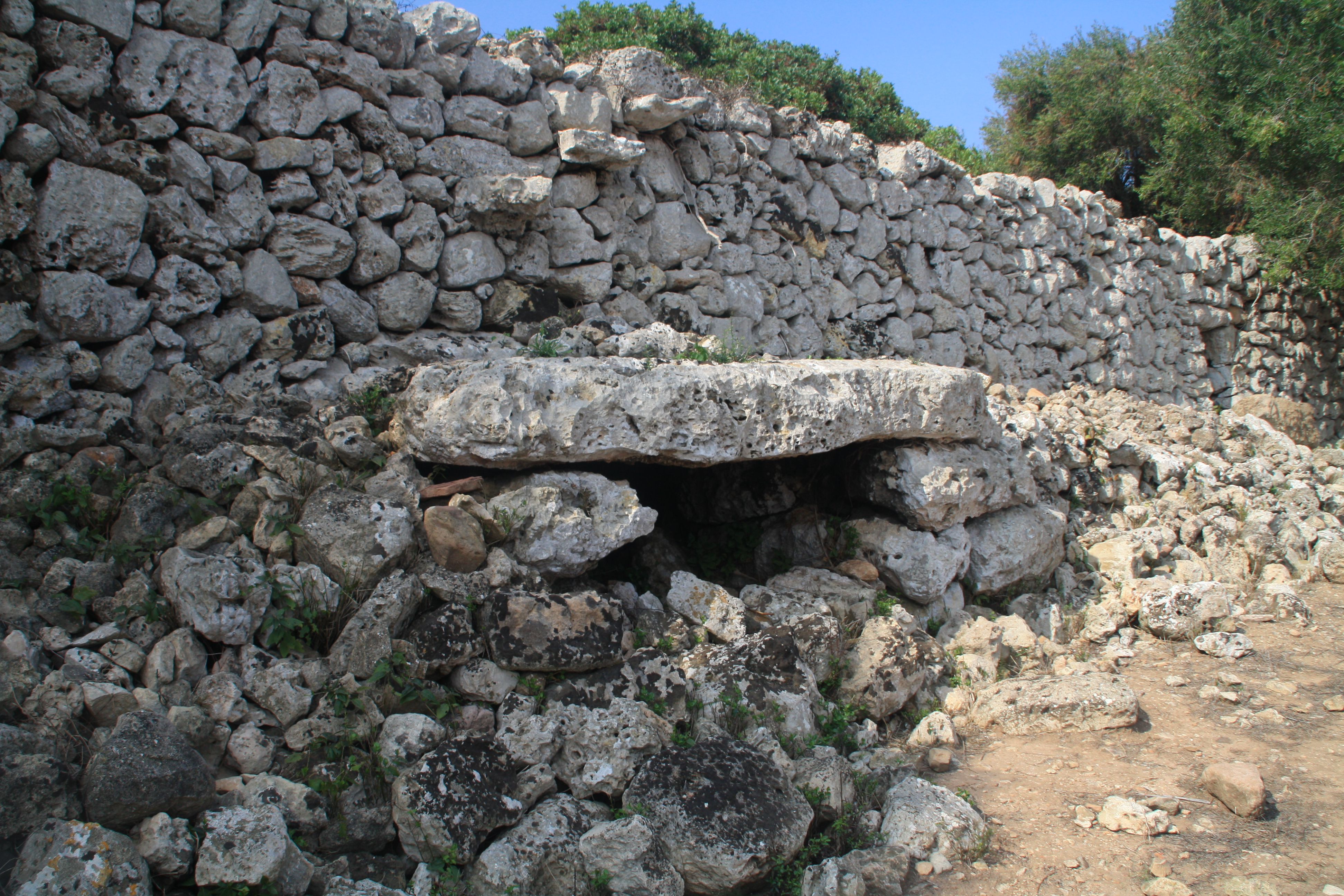
Weiteres Tor
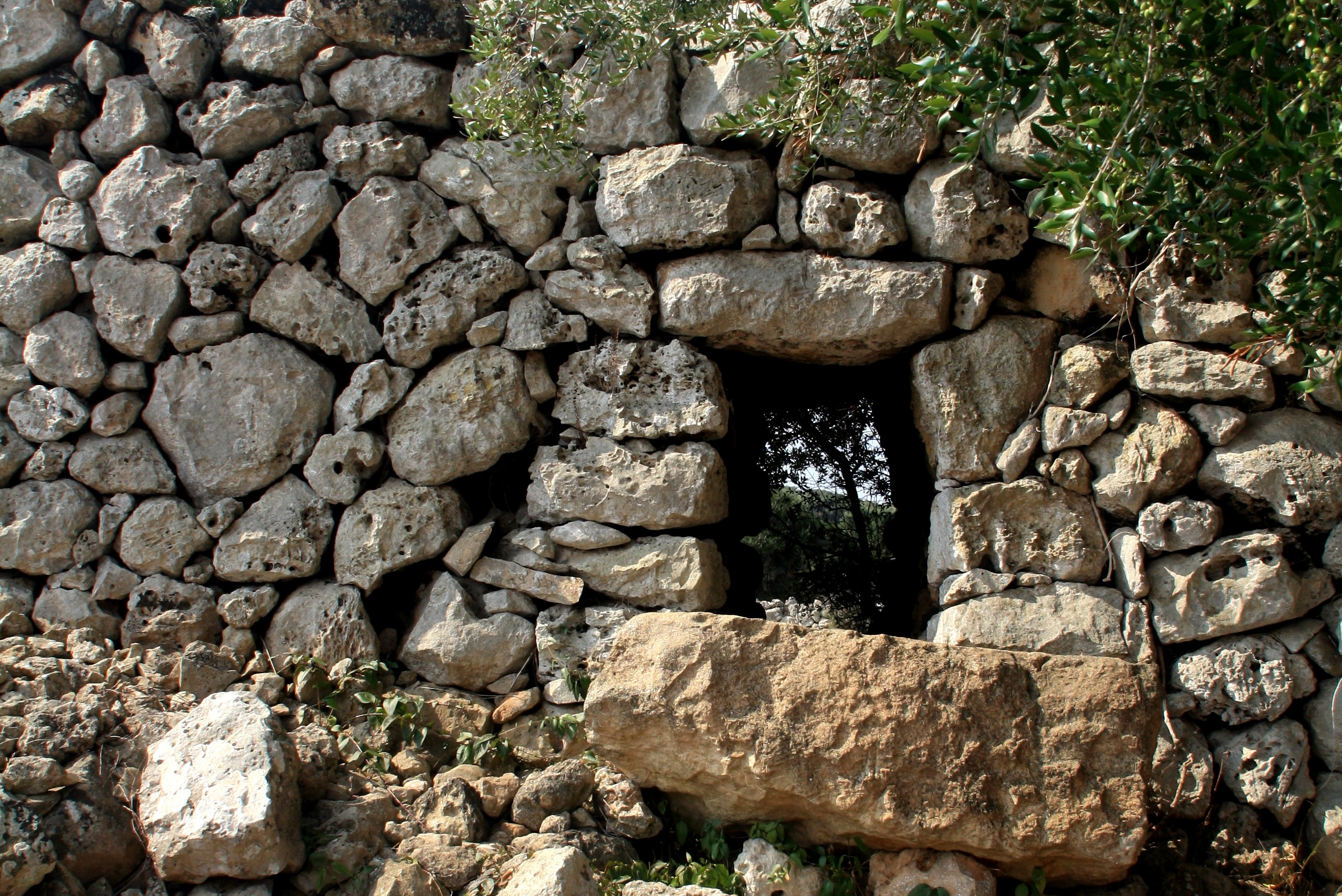
Durchgang
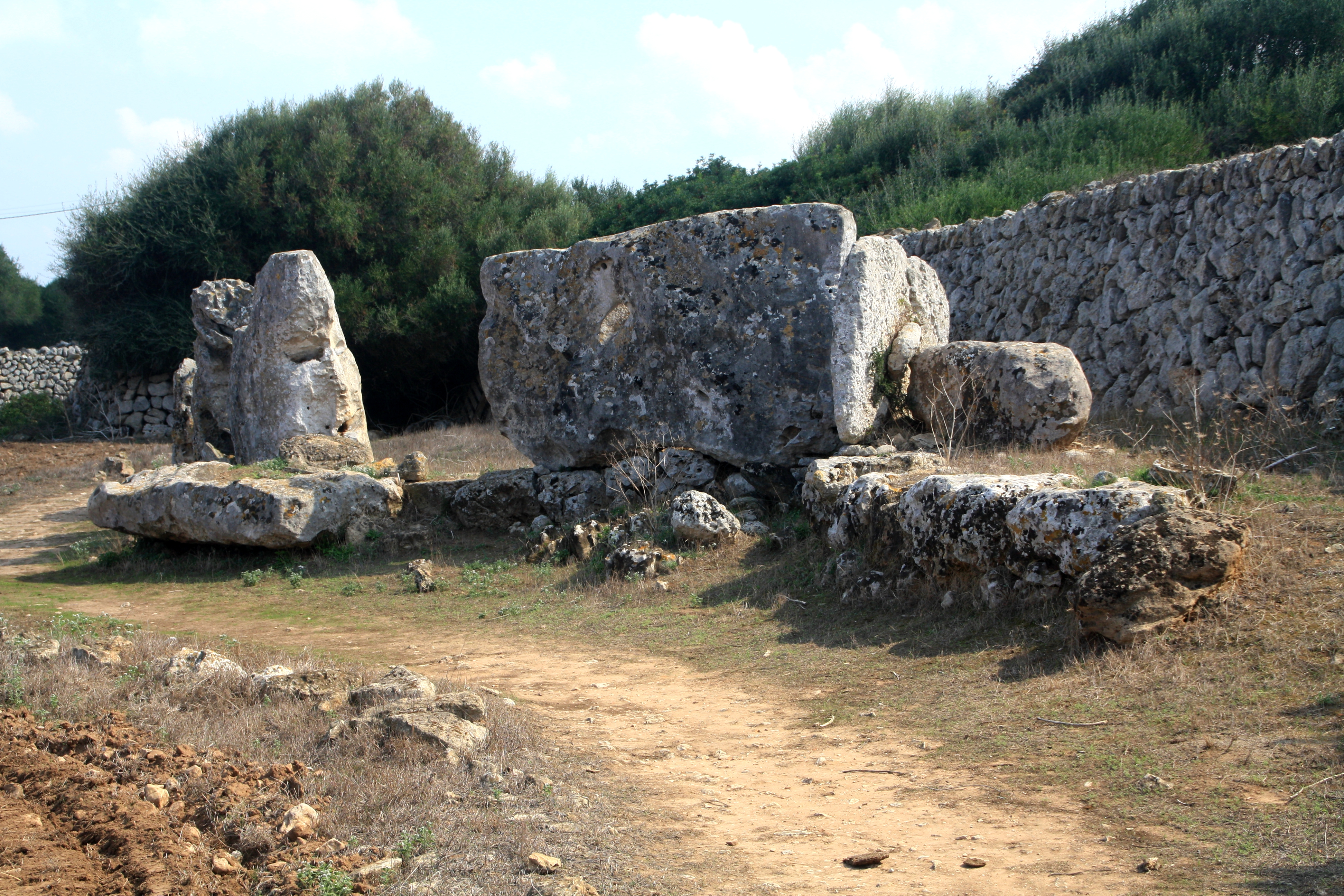
Reste kreisförmiger Häuser

### Talayots
Ein großer Talayot, ein Turm megalithischer Bauweise in Form eines Kegelstumpfes, steht am höchsten Punkt der Siedlung 120 m über dem Meeresniveau. Er ist nicht massiv gebaut, sondern war zur Besiedlungszeit der Anlage hohl. Er ist relativ gut erhalten, nur der obere Bereich um das eingestürzte Dach weist starke Schäden auf. Die Wohngebäude, die sich an seine Mauern lehnten, sind vollständig zerstört.
Der Turm muss für den Westen Menorcas von zentraler Bedeutung gewesen sein. Von seiner Plattform aus sind sieben weitere Talayots in der Umgebung sowie das Meer zu sehen. Die Bauart deutet darauf hin, dass er neben seiner Funktionen als Wachturm und zur Kommunikation mit den Nachbarsiedlungen auch als Getreidespeicher genutzt worden sein könnte. Er wird auf die Zeit zwischen 850 und 550 v. Chr. datiert.
Die Fundamente eines zweiten Talayots befinden sich weiter östlich, nahe dem Zugangsweg vom Parkplatz.

### Die Stätte der Taula
Wie in anderen menorquinische Megalith-Siedlungen wurde auch in Torrellafuda ein Taula-Heiligtum gefunden. Das Gebäude hatte den typischen hufeisenförmigen Grundriss und wies eine leicht konkave Fassade auf. Auf diesen Bereich, der heute in einem Steineichenwäldchen liegt, konzentrierten sich die Ausgrabungen in den 1960er Jahren. Die Taula selbst, die nach der von Trepucó die zweitgrößte bis heute erhaltene ist, ist umgestürzt, und ihre Steine sind zerbrochen. Der tragende Monolith hatte eine Höhe von 3,86 m. Er war 2,00 bis 2,10 m breit und 0,35 m dick. Darüber war ein Deckstein in Form eines Pyramidenstumpfs gelegt, der 2,68 bis 2,76 m lang, 1,36 bis 1,46 m breit und 0,62 m dick war. Die so entstandene tischartige Struktur hatte die Form des Buchstaben „T“. Von hinten wurde die Taula durch einen weiteren Pfeiler gestützt. Der am besten erhaltene Teil des Gebäudes ist ein Pfeiler mit Kapitell, der einer Taula im Aussehen ähnelt.
Die Stätte der Taula ist jünger als der Talayot und stammt aus der Zeit zwischen dem 5. Jahrhundert v. Chr. und dem 1. Jahrhundert n. Chr. Bei den Ausgrabungen wurde lokale, noch nicht mithilfe der Töpferscheibe gefertigte Keramik entdeckt. Weitere Fundstücke waren Töpferwaren aus Megara und Italien.

### Die Mauern
In Torrellafuda ist ein Teil der die Siedlung schützenden Außenmauer aus der Zeit von 1000 bis 800 v. Chr. erhalten geblieben. Zum Bau wurden Steine kleinerer und mittlerer Größe zu einer beachtlichen Höhe aufgeschichtet. Drei zum Teil verstärkte Zugänge in Megalithbauweise sind noch zu erkennen. Wahrscheinlich sind aber große Teile der Mauer erst in neuerer Zeit auf älteren Resten errichtet worden.

### Hypogäum und Rundhäuser
Auf dem Weg vom Parkplatz zum Talayot befinden sich Reste zweier spättalayotischer Häuser aus großen Steinblöcken, die auf Plinthen ruhen. Die Fassaden dieser Häuser sind nicht erhalten, nur ihre Rückseiten. Linkerhand gibt es eine unterirdische Begräbnisstätte (Hypogäum) aus spättalayotischer Zeit. Die kugelförmige Höhle ist künstlich in den Fels getrieben worden. Sie dient heute als Ziegenstall.